# Roter Turm (Chemnitz)

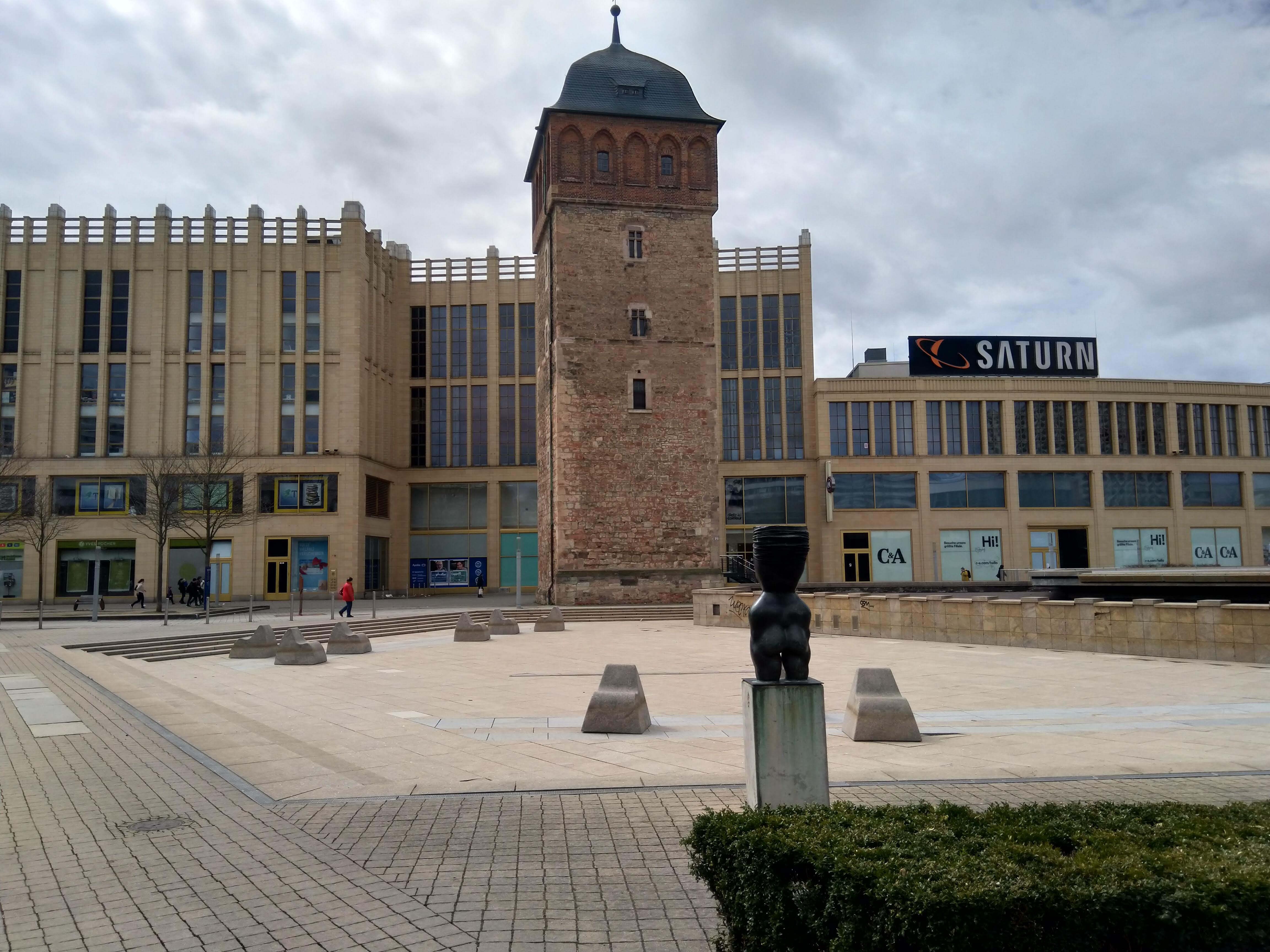
Roter Turm

Der Rote Turm ist das Wahrzeichen der Stadt Chemnitz und deren ältestes erhaltenes Bauwerk. Er wurde gegen Ende des 12. Jahrhunderts errichtet und diente zunächst als Bergfried, um die umliegenden Siedlungen zu schützen, später war er der Sitz des Stadtvogtes. Vermutlich war der Turm schon um 1230 in die Chemnitzer Stadtbefestigungsanlage eingebunden.
Der Name des Turms wird auf die dominante rote Farbe des verwendeten Baumaterials zurückgeführt. Der Hauptkörper des Bauwerkes wurde aus überwiegend rotfarbigen Varietäten des Chemnitzer Porphyrtuffs errichtet. Bausteine dieser Farbe finden sich vorrangig in den ältesten Gebäuden von Chemnitz. Dieses Gestein, eine dem Ignimbrit nahestehende Tuffart, ist über Jahrhunderte das Hauptbaugestein in der Stadt und ihrer Region gewesen. Zum Ende des 15. Jahrhunderts erhielt er das aufgesetzte Backstein-Geschoss, das mit roten Dachziegeln eingedeckt war. Der Turm selbst war bis Mitte des 19. Jahrhunderts verputzt und vermutlich weiß angestrichen.
Bis etwa 1900 wurden der Turm und dessen Anbau als Gefängnis genutzt. Diese Funktion rettete den Roten Turm im frühen 19. Jahrhundert vor dem Abriss, als die Chemnitzer Stadtbefestigungsanlagen abgetragen wurden. Insassen des Roten Turms in dessen Zeit als Gefängnis waren unter anderem August Bebel und Karl Stülpner. Mit der Neubebauung der Theaterstraße am Ende des 19. Jahrhunderts verschwand der bis dahin freistehende Rote Turm hinter einer Häuserzeile, sodass vom Turm nur noch die Turmhaube zu sehen war.
Bei einem der Luftangriffe auf Chemnitz am Ende des Zweiten Weltkriegs brannte der Turm aus. Zwischen 1957 und 1959 wurde er wieder aufgebaut.

## Trivia
Die Form der klassischen 500-ml-Flasche des Geschirrspülmittels fit wurde 1968 dem „Roten Turm“ nachempfunden. Das Spülmittel wurde bis 1967 im VEB Fettchemie Karl-Marx-Stadt produziert. Im Vorfeld der Eröffnung des Chemnitzer Kulturhauptstadtjahres 2025 wurde der Rote Turm im Dezember 2024 zum 70-jährigen Jubiläums des Spülmittels fit dementsprechend illuminiert.
Nach dem Roten Turm ist das benachbarte Einkaufszentrum Galerie Roter Turm benannt, das am 27. April 2000 eröffnet wurde.
Der Rote Turm ist älter als die Städte Dresden und Berlin sowie älter als die Stadt Chemnitz selbst.
Seit September 2007 ist der Turm für Chemnitz auf dem Spielbrett der Deutschlandausgabe von Monopoly zu sehen.

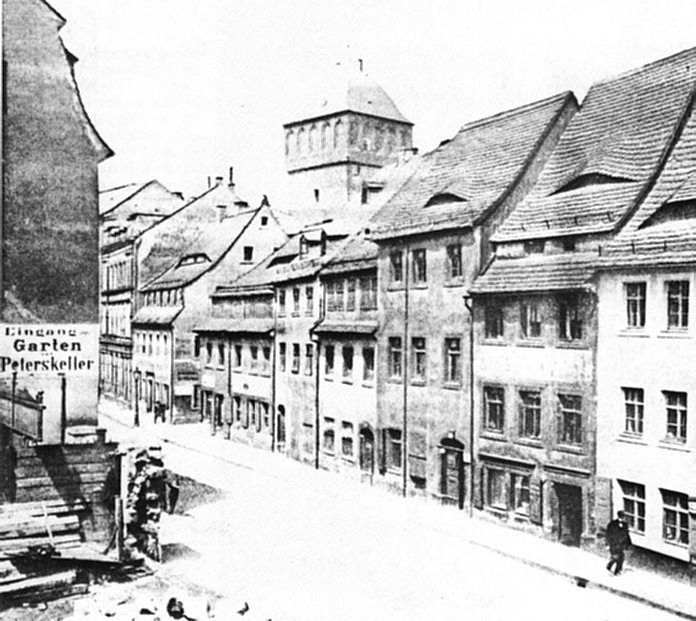
Roter Turm und Herrengasse, um 1890
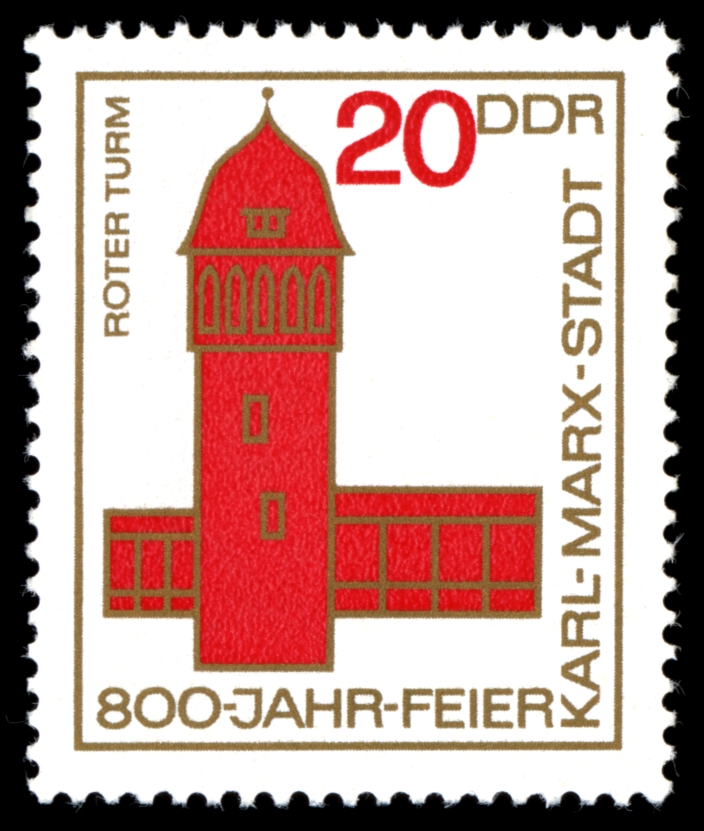
DDR-Briefmarke von 1965, Entwurf Manfred Gottschall
Verhüllung im Rahmen eines Kunstprojekts, 2008
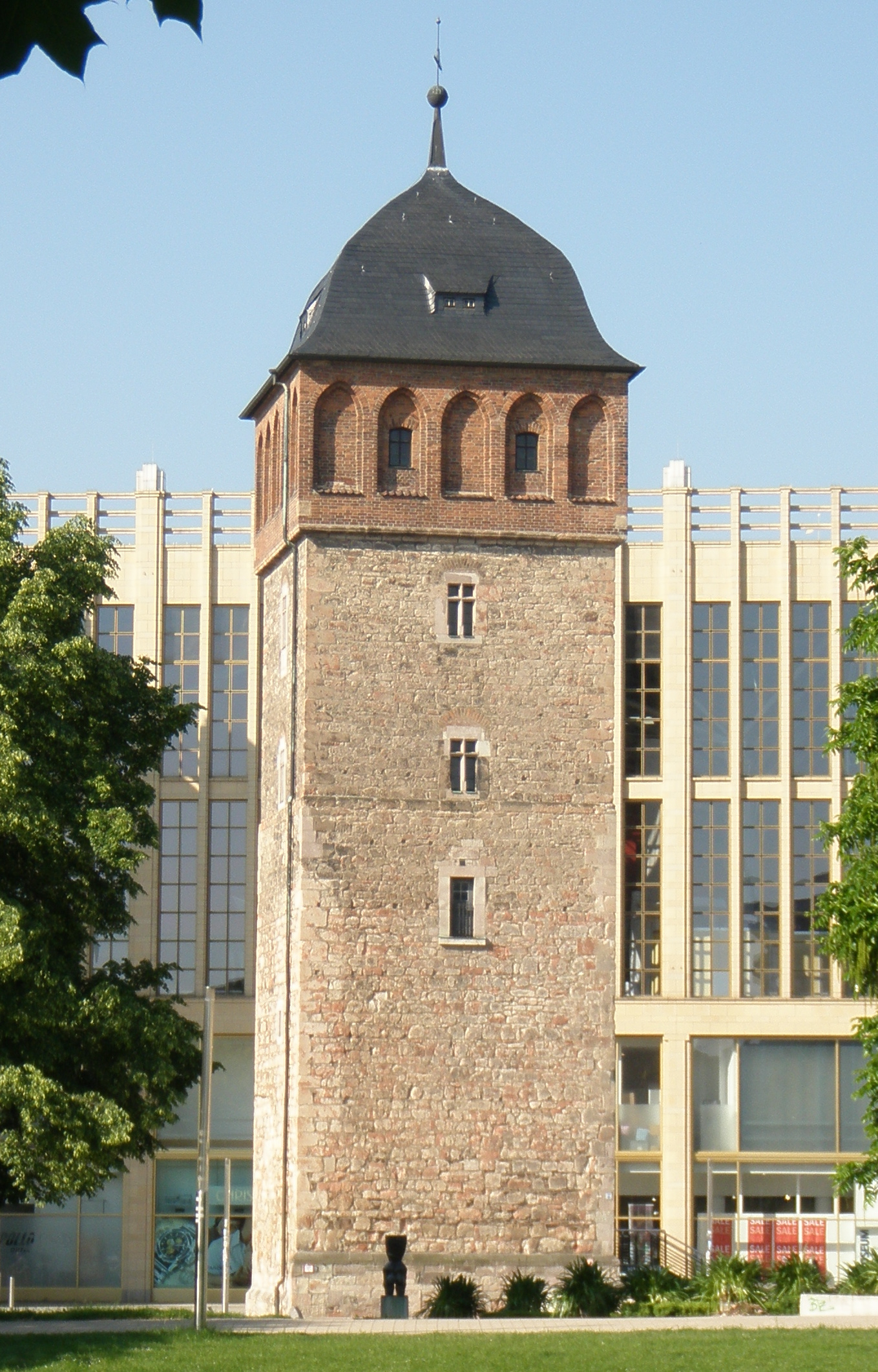
Roter Turm, 2009
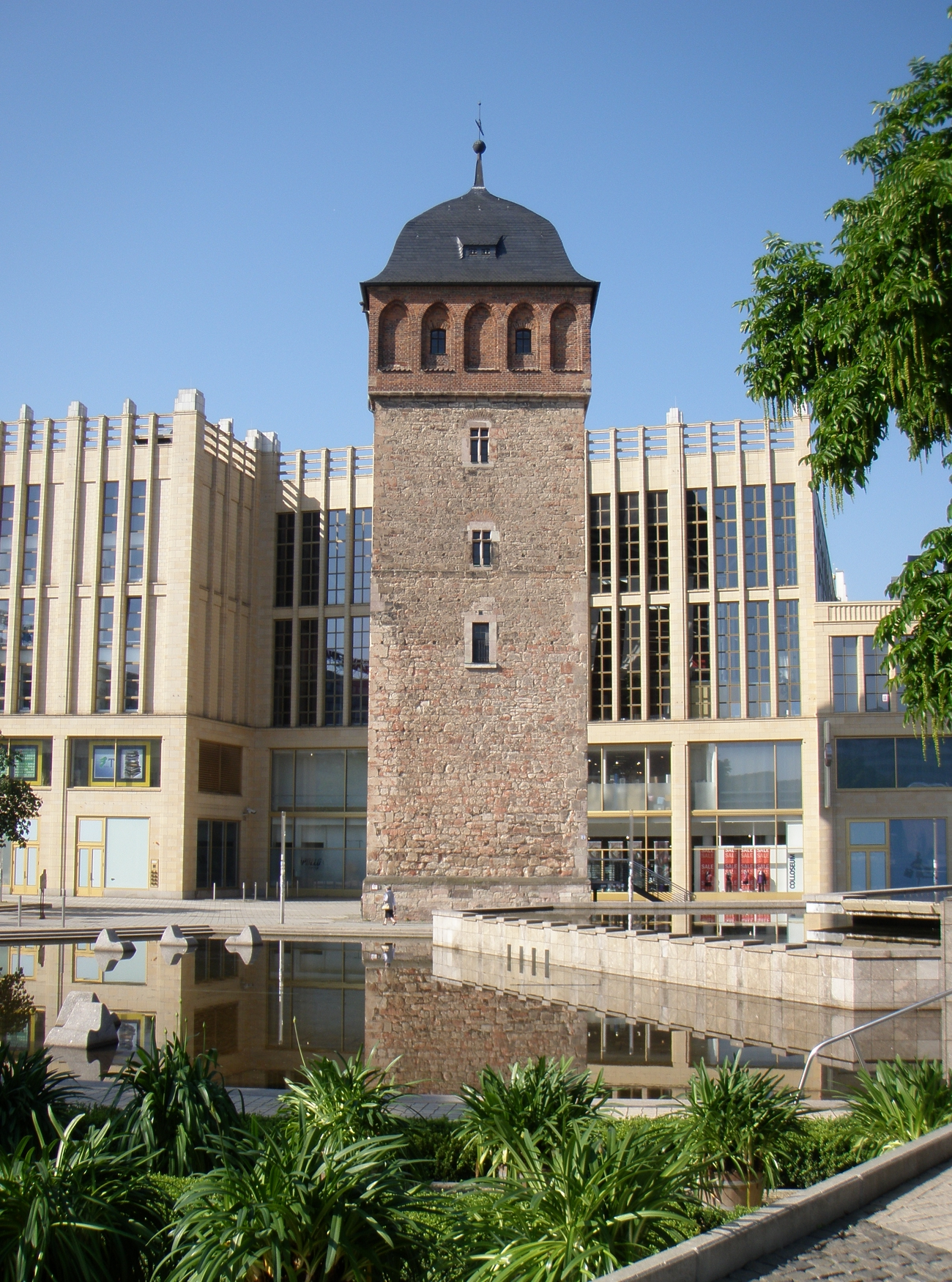
Roter Turm, 2009
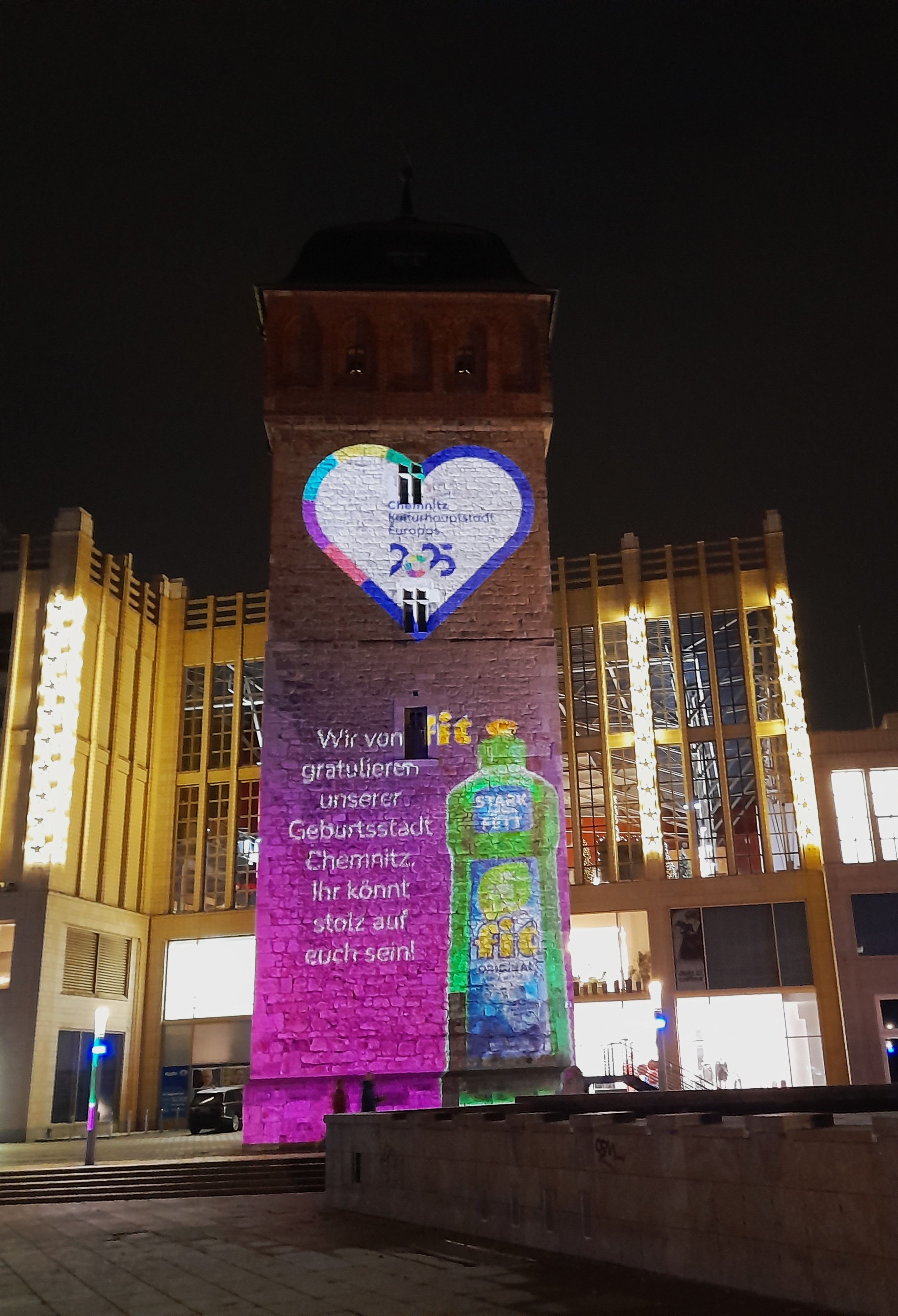
70 Jahre fit – Lichtkunst am Roten Turm in Chemnitz (2024)